# المنايزل (نكارف)
المنايزل هو دُوَّار يقع بجماعة سيدي عبد الله البوشواري، إقليم شتوكة آيت باها، جهة سوس ماسة في المملكة المغربية. ينتمي الدوّار لمشيخة نكارف التي تضم 10 دواوير. يقدر عدد سكانه بـ 47 نسمة حسب الإحصاء الرسمي للسكان والسكنى لسنة 2004.

## روابط خارجية
- البوابة الوطنية للجماعات الترابية
- المندوبية السامية للتخطيط